# Джанна Беретта Молла
Джанна Беретта Молла (італ. Gianna Beretta Molla; 1922–1962) — італійська лікарка, католицька свята, перша канонізована одружена жінка Нового часу, учасниця «Католицької Акції» (італ. Azione cattolica).

## Біографія
Джанна Беретта Молла народилася 4 жовтня 1922 року в Мадженті поблизу Мілана в багатодітній сім'ї Альберто Берета і Марії Де Мікелі, була їхньою десятою дитиною з 13-ти. У 1939–42 роках навчається у Класичному ліцеї сестер святої Доротеї в Генуї. У 1942–45 рр. навчається в університетах Мілана і Павії на факультетах медицини і хірургії, отримує диплом хірурга з основною спеціалізацією «педіатрія». У 1955 році вступає в шлюб з інженером П'єтро Молла, народжує трьох дітей.
На початку четвертої вагітності у Джанни виявили пухлину матки, що заважала виносити дитину до кінця терміну. Джанна відмовилась від хіміотерапії й обрала кесарів розтин, що дозволило зберегти життя плоду, але не гарантувало порятунок її власного життя. 
21 квітня 1962 року Джанна Молла народила доньку Емануелу, а через тиждень померла.

## Канонізація
Римський папа Іоанн Павло II під час урочистої канонізації Джанни Беретти Молли у неділю 16 травня 2004 року на площі перед Собором Святого Петра у Ватикані прославив її як «святу матір сім'ї». П'єтро Молла, присутній разом з дочкою Емануелою, зомлів, коли про це почув.
Ім'я Джанни Беретти Молли стало одним із символів боротьби з правом на аборт.